# Marigny-Marmande
Marigny-Marmande és un municipi francès, situat al departament de l'Indre i Loira i a la regió de Centre – Vall del Loira. L'any 2007 tenia 617 habitants.

## Demografia

### Població
El 2007 la població de fet de Marigny-Marmande era de 617 persones. Hi havia 268 famílies, de les quals 100 eren unipersonals (56 homes vivint sols i 44 dones vivint soles), 80 parelles sense fills, 76 parelles amb fills i 12 famílies monoparentals amb fills.
La població ha evolucionat segons el següent gràfic:
Habitants censats

### Habitatges
El 2007 hi havia 362 habitatges, 281 eren l'habitatge principal de la família, 60 eren segones residències i 21 estaven desocupats. 337 eren cases i 4 eren apartaments. Dels 281 habitatges principals, 207 estaven ocupats pels seus propietaris, 66 estaven llogats i ocupats pels llogaters i 8 estaven cedits a títol gratuït; 23 tenien una cambra, 27 en tenien dues, 62 en tenien tres, 68 en tenien quatre i 101 en tenien cinc o més. 201 habitatges disposaven pel capbaix d'una plaça de pàrquing. A 126 habitatges hi havia un automòbil i a 92 n'hi havia dos o més.

### Piràmide de població
La piràmide de població per edats i sexe el 2009 era:
| Homes | Edats   | Dones |
| ----- | ------- | ----- |
| 0     | 95 o +  | 4     |
| 0     | 90 a 94 | 4     |
| 0     | 85 a 89 | 4     |
| 8     | 80 a 84 | 4     |
| 16    | 75 a 79 | 16    |
| 36    | 70 a 74 | 28    |
| 24    | 65 a 69 | 24    |
| 8     | 60 a 64 | 32    |
| 0     | 55 a 59 | 8     |
| 20    | 50 a 54 | 8     |
| 24    | 45 a 49 | 24    |
| 28    | 40 a 44 | 0     |
| 4     | 35 a 39 | 28    |
| 48    | 30 a 34 | 20    |
| 20    | 25 a 29 | 28    |
| 12    | 20 a 24 | 0     |
| 20    | 15 a 19 | 16    |
| 24    | 10 a 14 | 12    |
| 24    | 5 a 9   | 28    |
| 20    | 0 a 4   | 12    |

## Economia
El 2007 la població en edat de treballar era de 360 persones, 254 eren actives i 106 eren inactives. De les 254 persones actives 218 estaven ocupades (132 homes i 86 dones) i 36 estaven aturades (18 homes i 18 dones). De les 106 persones inactives 34 estaven jubilades, 23 estaven estudiant i 49 estaven classificades com a «altres inactius».

### Ingressos
El 2009 a Marigny-Marmande hi havia 283 unitats fiscals que integraven 619,5 persones, la mediana anual d'ingressos fiscals per persona era de 14.487 €.

### Activitats econòmiques
Dels 29 establiments que hi havia el 2007, 1 era d'una empresa alimentària, 1 d'una empresa de fabricació d'altres productes industrials, 5 d'empreses de construcció, 7 d'empreses de comerç i reparació d'automòbils, 2 d'empreses de transport, 1 d'una empresa d'hostatgeria i restauració, 1 d'una empresa financera, 1 d'una empresa immobiliària, 7 d'empreses de serveis i 3 d'empreses classificades com a «altres activitats de serveis».
Dels 8 establiments de servei als particulars que hi havia el 2009, 1 era una oficina de correu, 1 taller de reparació d'automòbils i de material agrícola, 1 guixaire pintor, 2 lampisteries, 1 electricista i 2 perruqueries.
L'únic establiment comercial que hi havia el 2009 era una botiga de menys de 120 m².
L'any 2000 a Marigny-Marmande hi havia 39 explotacions agrícoles que ocupaven un total de 2.156 hectàrees.

## Equipaments sanitaris i escolars
El 2009 hi havia una escola elemental integrada dins d'un grup escolar amb les comunes properes formant una escola dispersa.

## Poblacions més properes
El següent diagrama mostra les poblacions més properes.